# غالاويستوك
غالاويستوك (بالإنجليزية: Gallauistöck)‏ هو أحد جبال سلسلة جبال الألب البرنية وجزء من القمة الأم فينستيرارون يقع في كانتون برن، سويسرا. يبلغ ارتفاع الجبل حوالي 2869 متر، بينما يبلغ ارتفاع نتوء الجبل 168 متر.